# Typhlops agoralionis
Typhlops agoralionis là một loài rắn trong họ Typhlopidae. Loài này được Thomas & Hedges mô tả khoa học đầu tiên năm 2007.